# 774 inc.
774 inc.（ななしいんく）は、バーチャルYouTuber事務所「ななしいんく」の運営母体。法人名は774株式会社（旧名：ラボット株式会社）。株式会社アドウェイズの連結子会社である。

## 沿革
- 2012年7月:株式会社アドウェイズ・ラボットとして、株式会社アドウェイズの連結子会社として設立。[2]
- 2015年：ラボット株式会社に商号変更。
- 2019年5月30日：774株式会社に商号変更。
- 2019年6月15日：公式ウェブサイトを公開。
- 2020年12月19日：所属タレントによる音楽フェス「ななしふぇす どぅーいっと」をSPWNにて開催[3]。「第1部・あにまーれと どぅーいっと!」「第2部・ブイアパと どぅーいっと!」「第3部・シュガリリと どぅーいっと!」「第4部・ハニストと どぅーいっと!」の4部構成となっている。
- 2022年12月3日：「ななしふぇす2022 "JUMP!"」、立川ステージガーデンで開催。昼/夜の部2部構成。
- 2023年1月7日：ブイアパの解散を発表[4]。同日をもって所属メンバー5人は774inc.所属の個人タレントとなった。
- 2023年3月19日：3月21日より全グループ・全所属タレントを統合し「ななしいんく」として1つになることが発表された[5]。これにより運営会社は774inc.、事務所はななしいんくになる。

## ななしいんく
ななしいんくは、774inc.所属の全グループ・タレントを統合し発足したバーチャルYouTuber事務所。2023年3月21日より活動開始。

## 過去のグループ・タレント
前述の通り、2023年3月21日以降は全員が「ななしいんく」所属の個人タレントとなっている。ここには統合時点の情報を載せる。

### 過去の所属タレント

#### 過去のグループ
この中でブイアパだけは774inc.所属のグループではなく、774inc.が運営するVTuberやクリエイターを支援するためのプロジェクトと説明されていた。
| 旧グループ名       | 英名        | メンバー | 運営スタッフ | 設立・発表日   | 解散・統合日  | 形態       |
| ------------------ | ----------- | --- | ------------ | -------------- | ------------- | ---------- |
| 有閑喫茶あにまーれ | AniMare     | - 因幡はねる - 日ノ隈らん - 風見くく - 柚原いづみ - 瀬島るい - 飛良ひかり - 大浦るかこ - 月野木ちろる - 湖南みあ | 黒猫ななし   | 2018年6月8日   | 2023年3月21日 | 喫茶店     |
| ハニーストラップ   | Honey Strap | - 周防パトラ - 堰代ミコ - 島村シャルロット - 西園寺メアリ                                                        | 灰猫ななし   | 2018年7月11日  | 2023年3月21日 | 夜の喫茶店 |
| ブイアパ           | VApArt      | - | 銀猫ななし   | 2019年2月4日   | 2023年1月7日  | アパート   |
| シュガーリリック   | SugarLyric  | - 龍ヶ崎リン - 獅子王クリス - 狼森メイ - 蛇宵ティア                                                              | 三毛猫ななし | 2020年3月18日  | 2023年3月21日 | 探偵事務所 |
| 緋翼のクロスピース | HiyoCro     | - 茜音カンナ - 涼海ネモ - 橙里セイ - 家入ポポ - 瑚白ユリ - 紫水キキ                                              | 村猫ななし   | 2021年10月24日 | 2023年3月21日 | 冒険者     |

#### 過去の個人タレント
宗谷いちかが774inc.初の個人タレントとなって以降、統合までに卒業者を含め7人の個人タレントが所属していた。
- 宗谷いちか - 2018年6月8日[7]から2022年4月30日[12]まで有閑喫茶あにまーれに所属。
- 虎城アンナ - 2020年3月18日[13]から2022年12月3日[14]までシュガーリリックに所属。
- 杏戸ゆげ - 2019年2月4日[9]から2023年1月7日[4]までブイアパに所属。
- 花奏かのん - 2019年9月29日[15]から2023年1月7日[4]までブイアパに所属。
- 季咲あんこ - 2019年10月22日から2023年1月7日[4]までブイアパに所属。
- 不磨わっと - 2020年5月23日から2023年1月7日[4]までブイアパに所属。

### 過去の卒業タレント
有閑喫茶あにまーれ、ハニーストラップに所属していたメンバーについては有閑喫茶あにまーれ#元メンバー、ハニーストラップ#メンバーを参照。統合後についてはななしいんく#所属タレントを参照。
脱退
- 鴨見カモミ - 2019年3月31日[16]から2020年8月26日[17]までブイアパに所属。脱退後はフリーランスに復帰。

移籍
- 小森めと - 2020年5月23日から2023年1月7日[4]までブイアパに所属。同日から1月31日までは774inc.所属の個人タレント。2月1日よりぶいすぽっ!に所属[18]。